# Rocky Narrows
Rocky Narrows (deutsch Felsenenge) ist ein 227 Acres (0,9 km²) großes Naturschutzgebiet bei der Stadt Sherborn im Bundesstaat Massachusetts der Vereinigten Staaten, das von der Organisation The Trustees of Reservations verwaltet wird. Es wurde 1897 als erstes Schutzgebiet der neu gegründeten Trustees eingerichtet und ist damit eines der ältesten der Vereinigten Staaten.

## Geschichte
Bereits weniger als 30 Jahre nach ihrer Landung in Plymouth waren die europäischen Siedler flussaufwärts entlang des Charles River weit ins Landesinnere vorgedrungen. Um 1650 begannen sie mit großflächigen Rodungen, um Platz für die Landwirtschaft zu gewinnen. Der Fluss spielte eine wesentliche Rolle für das Wachstum der Gemeinde, aus der später die Stadt Sherborn hervorging.
Der mit Granitwänden eingefasste Flussabschnitt des heutigen Schutzgebiets wurde zu Kolonialzeiten Gates of the Charles (deutsch Tore des Charles River) genannt und wurde sowohl von den puritanischen Siedlern als auch von den Wampanoag-Indianern als strategisch wichtiger Ort betrachtet, der unter anderem auch während des King Philip’s War eine Rolle spielte. Noch heute ist der Aussichtspunkt King Philip’s Overlook nach dem von den Siedlern als King Philip bezeichneten Anführer Metacomet benannt.
1897 übertrug der Landschaftsarchitekt Frederick Law Olmsted, Jr., der im Auftrag von Augustus Hemenway Grundstücke aufkaufte, urkundlich ein Gebiet von 21 Acres (8,5 ha) Größe an die neu gegründeten Trustees of Reservations, das als Rocky Narrows zu ihrem ersten Schutzgebiet wurde. Weitere Parzellen konnten 1942, 1974, 1987, 1990, 1991, 1994 und zuletzt 1995 hinzugefügt werden.

## Schutzgebiet
Das Schutzgebiet ist insbesondere bei Kanu- und Kajaksportlern beliebt. Die bis zu 50 ft (15,2 m) hohen Granitwände entlang der Ufer sind ca. 650 Millionen Jahre alt und prägen das Aussehen der Landschaft. Die ehemaligen Nutzflächen sind heute wieder mit Harthölzern und anderen immergrünen Pflanzen bewachsen. Von den Aussichtspunkten Rocky Narrows Overlook und King Philip’s Overlook besteht ein guter Überblick über die Umgebung. Das Schutzgebiet grenzt an drei Seiten unmittelbar an den in öffentlicher Hand befindlichen, 150 Acres (60,7 ha) umfassenden Sherborn Town Forest. Die 7 mi (11,3 km) Wanderwege gehören zum Fernwanderweg Bay Circuit Trail.